# Língua tawbuid
A língua Tawbuid é falada por cerca de Tawbuid Mangyans na província de Mindoro nas Filipinas. It is divided into eastern and western dialects. The Bangon Mangyans also speak the western dialect of Tawbuid.

## Falantes
Os Mangyans Tau-buid (ou Tawbuid) vivem no centro de Mindoro.
Em Oriental Mindoro, o dialeto Tawbuid Leste (também conhecido como Bangon) é falado por 1.130 pessoas nos municípios de Socorro,  Pinamalayan, e Gloria
Em Ocidental Mindoro, o dialeto Tawbuid Oeste (também conhecido como Batangan) é falado por 6.810 pessoas nos municípios de Sablayan e Calintaan

## Escrita
A forma do alfabeto latino usada pela língua inclui o V como vogal. Não se usam as letras C, H, J, Q, X, Z. Usa-se a  forma Ng.

## Fonologia

### Consonants
|             |             | Labial | Alveolar | Palatal | Velar |
| ----------- | ----------- | ------ | -------- | ------- | ----- |
| Nasal       | Nasal       | m      | n        |         | ŋ     |
| Plosiva     | surda       | p      | t        |         | k     |
| Plosiva     | sonora      | b      | d        |         | g     |
| Fricativa   | Fricativa   | f      | s        |         |       |
| Líquida     | lateral     |        | l        |         |       |
| Líquida     | vibrante    |        | ɾ        |         |       |
| Aproximante | Aproximante | w      |          | j       |       |

### Vogais
|         | Anterior | Central | Posterior |
| ------- | -------- | ------- | --------- |
| Fechada | i        | ɨ       | u         |
| Medial  | e        |         | ɔ         |
| Aberta  |          | a       |           |

#### Comparação histórica
A comparação com ilínguas relacionadas mostra uma perda gradual de /k/ > /h/ > /Ø/. Por exemplo:

Tagalog: ako, > Buhid: aho > Tawbuid: au 'eu'

kami > hami > ami 'nós'
Há um /k/ residual na 1ª pessoa do singular, no afixo /ak-/, geralmente encurtado na fala para /k-/. Por exemplo. kadasug kban (ou akban) 'Eu chegarei.'

#### Glotais
Note-se que não há fonemas glotais, nem /h/ nem /ʔ/. 

A oclusiva glotal /ʔ/ está ausente como fonema no Tawbuid, embora possa ser a percepção de uma fronteira entre vogais idênticas adjacentes. Normalmente, porém, na fala conectada, duas vogais adjacentes são mescladas para formar uma vogal alongada ou diferenciadas por tonicidade. Por exemplo:
fakafanyuun 'amor' pode ser pronunciado /fakafanyu'ʔun/ ou /fakafan'yu:n/

fagfanyaan 'lugar de espera' /fakfanya'ʔan/ ou /fakfan'ya:n/

naali 'cavou' /na'ali/ ou /na'ʔali/
Observe que no exemplo acima, a tonicidade precede a glotal, enquanto que sem uma glotal, a tonicidade está na posição normal para esse padrão de tensão específico.

As vogais que seguem /i/ e /u/ oferecem diferentes interpretações quanto à presença de uma ligação /y/ ou /w/. Por exemplo:

siu ou siyu 'cotovelo' 

tua ou tuwa marcador gramatical

#### Assimilação
Há uma notável ausência de assimilação no ponto de articulação dos nasais com os sons seguintes. Por exemplo:
lanbung 'sombra, roupa' (em vez de */lambung/) (Cf. Tagalog: 'lambung')

sangdaw 'armadilha para animais' (não */sandaw/)

angru 'bulu seco (tipo de bambu)' (não */anru/)

anbul 'pegou, morreu' (não */ambul/)

#### Descrição dos fonemas
/i/' longo fechado frontal 

ocorre sílaba inicial, média e final

idu 'cachorro'

lino 'lago, mar, corpo de água'

katsi 'agora, hoje'
/e/ longo fechado meio fechado 

estabelecido como um fonema em contraste com /i/ por pares mínimos

lili 'disse enquanto fazia cócegas no porco'

lele 'língua'

liplip 'piscar olhos, luz do flash'

leplep 'língua'

ocorrência em ambiente semelhante:

seud 'vapor ou ferver para cozinhar'

siun 'lado direito'
Historicamente, isso era mais provável /ay/. É uma ocorrência comum em idiomas ao redor do mundo que /ay/ se torne /e/, como em francês e inglês. (Tagalog também exibe essa tendência, com 'may' sendo pronunciado /me/ no discurso conectado.) A comparação do Tawbuid com idiomas relacionados mostra isso: 

wase 'machado' , cf. outros dialetos, incluindo Alangan, Ilocano: 'wasay'

sunge 'chifre', cf. Tagalo 'sungay'

abe 'feijão alado' Cf. Iraya 'abay'.
Dentro do Tawbuid, /ay/ e /e/ alternam com diferentes formas gramaticais da mesma palavra.

sable 'atravessar uma colina'

sabayan 'o lugar onde você chega depois de atravessar uma colina'

-duge 'muito tempo' (palavra raiz)

kadugean ou kadugayan 'tempo decorrido'
/a/ central aberto não arredondado

Vogal que ocorre nas posições inicial, média e final da sílaba.

amlung 'espécie de videira'

banir 'espécie de árvore'

fana 'seta'
/o/ costas semi-abertas arredondadas

estabelecido como um fonema em contraste com /u/ por pares mínimos

biu 'espécie de concha'

bio 'águia'

susu 'peito'

soso 'nami lavado'
Tal como acontece com /e/, este é provavelmente um desenvolvimento histórico de /aw/. Um processo semelhante ocorreu em inglês e francês.

o 'você (singular)' Cf. Buhid 'haw'.

ano 'palmeira' Cf. Tagalo 'anahaw'

fiso 'faca' Cf. Alangan, indonésio, 'pisaw'
/u/ costas arredondadas

sílaba inicial, média e final

u 'unha do dedo, unha do dedo do pé'

gak 'corvo'

fagut 'manso'

alu 'argamassa'
/ɨ/ fecha central não arredondado

sílaba inicial média e final

vtv 'imediato, subsequente'

gvnas 'tirar as folhas do talo'
Na ortografia, a letra ‘v’ é usada. Na década de 1950, quando os Reed começaram a escrever a língua, essa era uma carta conveniente (e não utilizada) na máquina de escrever. É a vogal menos frequente (>1%) e, de fato, o fonema menos frequente (>0,5%) na língua. Ocorre principalmente com /a/ ou /ɨ/ em uma sílaba adjacente. Em todas, exceto uma palavra (tibanglvn) /a/ e /ɨ/ são as únicas vogais usadas. (Uma exceção observada: o nome de um rio perto de Tundayaw é Guribvy.)
/b/ dublado bilabial plosivo

sílaba inicial e final. Por exemplo:

bio 'águia'

kalub 'cair de bruços'
/p/ plosiva bilabial surda. 

ambiente: inicial de sílaba (mas rara palavra inicial) e final 

variantes:

[p] plosiva bilabial sem voz não aspirada 

ambiente: inicial da sílaba

patuy 'pedaço comprimido de nami encharcado'

paras 'espécies de ratos pequenos' 

agipan 'escorpião'

apalya 'ampalaya, cabaço amargo'

napsug 'cheio, satisfeito com a comida'
[pʰ] plosiva bilabial surda levemente aspirada

ambiente: palavra final

tocar 'número'
/p/ é estabelecido como um fonema em contraste com /f/ pelo seguinte:

há pelo menos um par mínimo:

tapi 'contar (imperativo)', da raiz 'tap' mais o sufixo -i

tafi 'barra, marca de corte de uma faca'
/p/ está em distribuição contrastiva com /f/ nas seguintes circunstâncias:

/f/ nunca é final de sílaba, mas /p/ pode ser.

/f/ não pode ser seguido por /ɨ/, mas /p/ frequentemente é. (por exemplo, /yapvs/ 'fervura da pele', /yafus/ 'barata')
/d/ plosiva alveolar sonora

sílaba inicial e final.

dufa 'envergadura'

galiad 'ter um corte sob o dedo do pé'

baladbad 'pica-pau'

Realizado como [t] antes de consoantes surdas, mais frequentemente na forma verbal CVd-raiz-an.

/kadkafanyu'an/ > [katkafanyu'an] 'amar uns aos outros'
/t/ plosiva alveolar surda

ambiente: inicial e final da sílaba

variantes: 

```
[t] plosiva alveolar sem voz não aspirada
```

ambiente: inicial da sílaba

pegar 'braço'

makatu 'capaz'

[tʰ] surdo levemente aspirado (ou liberado sem aspiração) plosivo

ambiente: palavra final

mabiat 'pesado'

meut 'vegetação'
/g/ voz plosiva velar

ambiente: sílaba inicial e final, ou cluster inicial.

gewan 'venha aqui'

ragbas 'cortar grama'

salug 'piso'

realizado como [k] antes de consoantes surdas, por exemplo, no prefixo verbal g-, e prefixos tag-, fag-.

/gted/ > [kted] 'holding'

/'gfili/ > ['kfili] 'escolhendo'

/tagti'ug/ > [takti'ug] 'aquele que está dormindo'
/k/ plosiva velar surda

ambiente: inicial e final da sílaba

[k] plosiva bilabial sem voz não aspirada

ambiente: inicial da sílaba

kesug 'amor, valorize'

nasuksuan 'escondido'
[kʰ] sem voz levemente aspirada plosiva

ambiente: palavra final

sinduk 'peck'

atsik 'clique'
Há uma tendência para o /k/ inicial ser perdido no Tawbuid em comparação com palavras semelhantes em idiomas relacionados. Por exemplo:

Marcação. casalanan > Tb. asalanan 'pecado'

Marcação. Kinarawan > Tb. Inaruan 'nome do rio'

Marcação. Katay > Tb. comeu 'matar (palavra raiz)'
/f/ fricativa labiodental surda

ambiente: apenas inicial de sílaba. Veja os comentários em /p/ para recursos de contraste.

 faglon 'segundo filho mais recentemente nascido de uma família'

 fatfat 'agitar'

Raro em línguas austronésias. Historicamente relacionado ao tagalo e outras línguas filipinas. /p/. Por exemplo:

afuy 'fogo' (Tagalog: 'apoy')

fana 'seta' (Tagalog: 'pana')

linker gramatical fag (outras línguas Mangya exceto Buhid, 'pag')
/s/ fricativa alveolar surda 

pode ocorrer em todas as posições silábicas e no encontro consonantal inicial /st/. A africada /ts/ é tratada como uma unidade ao invés de duas consoantes sucessivas.
/m/ nasal bilabial

pode ocorrer em todas as posições silábicas.
/n/ nasal dental

ambiente: sílaba inicial e final e silábica

nanan 'batata doce cozida'

ntama [n'tama] 'cozido'
/ŋ/ velar nasal

ambiente: sílaba inicial e final e silábica
ngenge 'bebê, filho mais novo da família'

música 'tosse'

ngurang [ŋ'guraŋ] 'amadureceu, cresceu'
/l/ voz alveolar palatalizada lateral

ambiente: inicial e final da sílaba

Padrões de tonicidade

A tonicidade primária em Tawbuid é sempre  final ou penúltimo. A maioria das palavras é acentuada de forma imprevisível e, em alguns falantes, todas as sílabas parecem ser igualmente acentuadas. A modificação no estresse ocorre no discurso afetivo (veja abaixo). 

Alguns padrões de sílabas têm estresse previsível. Uma palavra contendo duas sílabas adjacentes com padrão CVC é tônica na segunda dessas duas sílabas, final ou não.
/nabag'bag/ 'atacou com faca'

/bulat'lat/ 'espécie de grama'

/fag'lon/ 'segundo filho mais recente'

/fan'dagum/ 'encanto feito de resina'

/kafan'donan/ 'noite está caindo'
Palavras com dois padrões CVC idênticos interrompidos por /-ar-/ ou /-al-/ também são tônicas na segunda dessas duas sílabas CVC.

/falung'fung/ 'rebento'

/balang'bang/ 'coxa'

Onde as sílabas final e penúltima são abertas, e as vogais são as mesmas, o acento é penúltimo.

susu 'peito'

lele 'língua'

langipi 'espécie de vespa'

gigi 'dente'

soso 'nami enxaguado'

vtv 'imediato'

Mas quando as vogais são diferentes, o estresse pode ocorrer de forma imprevisível.

final: /nla'fi/ 'achatado'

penúltimo: /'lafi/ 'ombro'

final: /a'fuy/ 'fogo'

penúltimo: /'kafuy/ 'chora silenciosamente durante o sono'
Uma palavra raiz pode mudar seu acento quando afixos são adicionados, porque os afixos carregam seu próprio acento inerente.

/'sadi/ 'um' (penúltimo)

/ma'sadi/ 'unidos' (penúltimo)

/fagmasadi'un/ 'unidade' (final)

/namasadi'an/ 'acordo' (final)

No discurso afetivo (enunciados em que o falante deseja transmitir emoção), o alongamento pode alterar o estresse:

/na'taw/ 'what?' pode se tornar /:na:taw/ quando dito com tom ascendente na primeira sílaba e tom baixo na segunda. Isso indica surpresa aguda.
Tonicidades secundária e terciária

Em palavras com mais de três sílabas há um acento secundário e até terciário.

/²fagma³balyan¹anun/ 'power'

/³fag²kedkesu¹ganun/ 'amor mútuo'
Tonicidade

Dentro da região de Western Tawbuid, existem sotaques distintos, bem como preferências de vocabulário. Tomando o atraso de repreensão katanya 'não faça isso':
Balani: médio, médio, médio a alto subindo, baixo.

Lagutay: queda média baixa, queda média, queda média baixa, queda média baixa

Anawin: médio, médio, meio-tom mais alto, médio.
A rebuke or any utterance conveying a negative emotion is frequently said with lips rounded throughout.
Padrões de sílabas

V

palavras monossilábicas são: e, o, u 

Algumas palavras que começam com uma vogal têm um padrão inicial de sílaba V.

alu, ogo, umu, vtv 'pilão', 'patinador aquático', 'geleia real', 'imediato, subsequente'
V-CV

emad, ifag 'piolho', 'irmã/cunhado' V-CVC
C – no caso do prefixo de aspecto completo /n-/

ndasug 'chegou' C-CV-CVC
VC

agbvt, 'grande, grande' VC-CVC

amlung 'espécie de videira'

ekwan 'parte da colheita'
CVC

ban 'espécie de árvore' CVC

ponto 'espécie de cobra'

tocar 'número'

faglon 'segundo filho mais novo' CVC-CVC

fadeg 'campo' CV-CVC
CCV

ste  'aqui' CCV

glo, gbul 'indo', 'pegando' CCV

tsiuy 'há' CCV-VC
CVC com semivogais

dia 'qual?' VC-CVC

araw 'floresta' V-CVC

fuyfurit 'espécie de morcego' CVC-CV-CVC

baybay 'abundante' (raiz) CVC-CVC

## Amostra de texto
Tawbuid / Batangan)
Dios dimo Maria minapno ca nu gracia, Apu á Dios ú mian dimo, mabendita ca du mabaques atabu cano mabendito ú asi nu budec mo á si Jesus. Santa Maria Ina nu Dios ipachajuajuc mo yamen á nacarageraget sichanguyaya as cano anchua anu madimam cami. Amen Jesus.

Português
Hail Mary, full of grace, the Lord is with thee. Blessed art thou among women, and blessed is the fruit of thy womb, Jesus. Holy Mary, Mother of God, 